# Museum für Bäuerliche Handwerks- und Gewerbegeschichte, Landschafts- und Kulturentwicklung

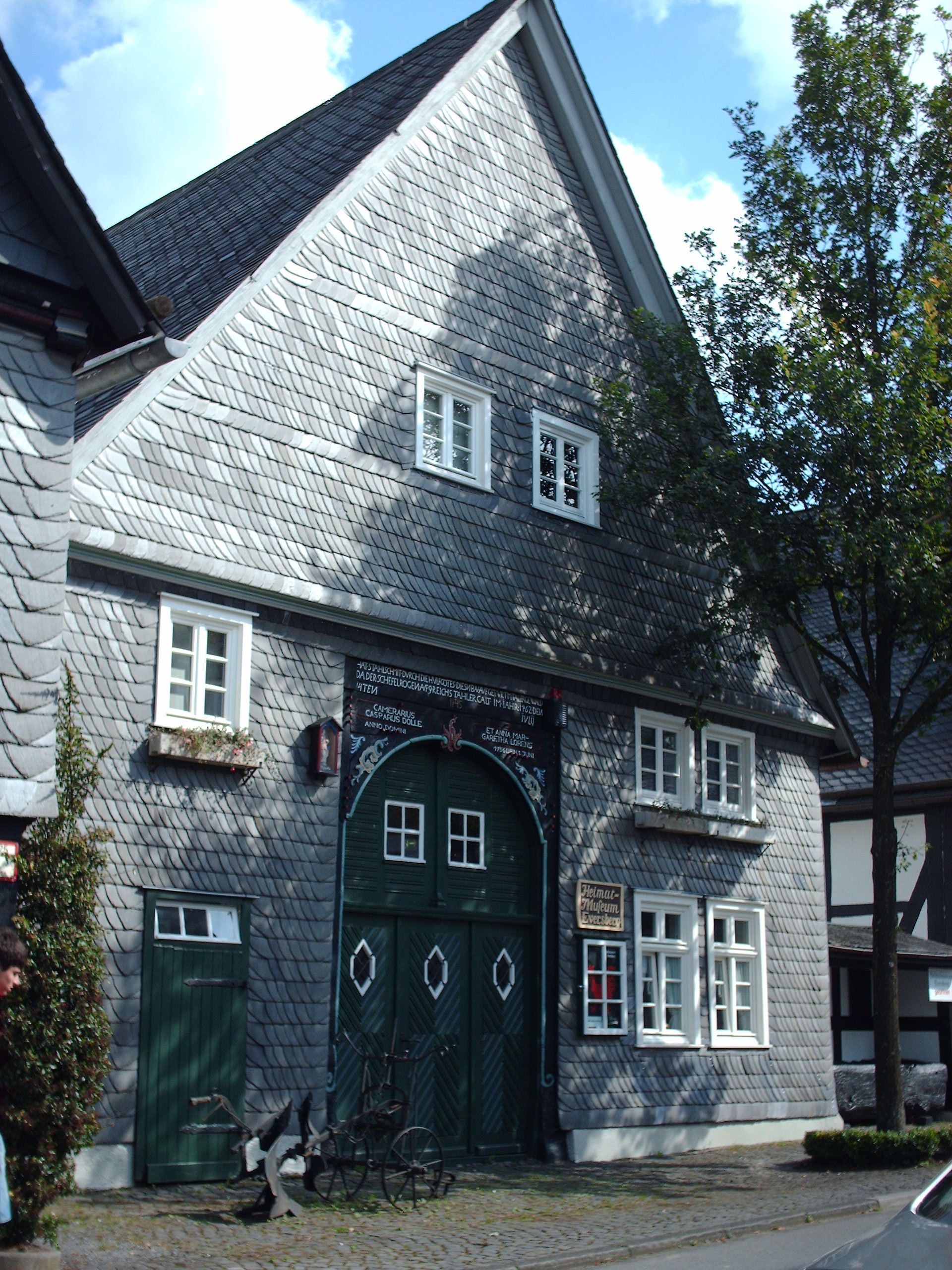
Heimatmuseum, Straßenseite

Das Museum für Bäuerliche Handwerks- und Gewerbegeschichte, Landschafts- und Kulturentwicklung ist ein Heimatmuseum in Eversberg, einem Stadtteil der nordrhein-westfälischen Stadt Meschede.

## Geschichte
Es wurde 1934 von Lorenz Pieper und dem Lehrer Peter Wiese gegründet. Einige der Exponate gingen während des Zweiten Weltkriegs verloren, sodass das Museum bis 1953 geschlossen blieb. Heute wird es von der Stadt und dem Verkehrsverein Eversberg unterhalten und betrieben.

## Ausstellung und Exponate
Es wird bäuerliche Handwerks- und Gewerbegeschichte, Landschafts- und Kulturentwicklung dokumentiert; Beispiele: Es werden Bauweisen und Materialien des frühen Hausbaus gezeigt und die bäuerliche Arbeit in Hof und Feld. Dazu gehören unter anderem Tätigkeiten wie die Getreideernte, das Weben und Schustern und Waldarbeit. Die bäuerliche Hauswirtschaft wird an den vielen Exponaten aus dem Küchenbereich deutlich. Gezeigt werden außerdem einige Ofenplatten und religiöse Figuren. In der oberen Etage finden sich viele Beiträge zur Ortsgeschichte von Eversberg.

## Gebäude
Das anderthalbgeschossige Fachwerkhaus mit Schieferfront stammt aus dem Jahre 1756. Es ging 1939 in den Besitz der Stadt Eversberg über. Als Eversberg 1975 nach Meschede eingemeindet wurde, wurde die Stadt Meschede Eigentümerin. Sie verwaltet das Gebäude, das seit 1984 auf der Denkmalliste der Stadt steht, zusammen mit dem Eversberger Heimatmuseumsverein. Heute befindet sich in dem Gebäude ebenfalls ein kleiner Postschalter.